# Ampulex dementor
Ampulex dementor – opisany w 2014 roku gatunek owada z rodziny Ampulicidae, występujący w Tajlandii.
Gatunek posiada kilka unikalnych cech odróżniających od innych przedstawicieli rodzaju Ampulex. Najbliższy pokrojem do cejlońskiego A. ceylonica, z którym łączą go wyraźnie lśniące dwa pierwsze terga metasomy, przy czym boki drugiego tergum są u obu gatunków matowe z powodu licznych małych zagłębień. Rozróżnienie pomiędzy oboma tymi gatunkami może być dokonane na podstawie obserwacji ciemienia za trzema przyoczkami, które co prawda u obu jest pokryte zagłębieniami i matowe, ale Ampulex dementor posiada jedynie kilka niewyraźnych większych zagłębień, w przeciwieństwie do A. ceylonica. Gatunki te różnią się również obszarem poniżej przyoczek: A. dementor posiada wzdłużne zmarszczki na prawie całej długości tego obszaru.
Gatunek nazwano od strażników magicznego więzienia Azkaban z uniwersum Herry'ego Pottera na podstawie sugestii zwiedzających Muzeum Historii Naturalnej w Berlinie. Osobniki tego gatunku atakują karaluchy, wstrzykując im neurotoksynę, pod wpływem której karaluchy stają się bezwolne. Następnie Ampulex dementor składają w ciałach karalucha jaja, a wykluwające się młode żywią się karaluchem, zjadając go od środka.